# Mahua (wódka)
Mahua – słaba wódka otrzymywana z kwiatów indyjskiego drzewa mahua (Madhuca longifolia). Produkowana jest głównie przez tzw. plemiona leśne lub adiwasich. Dla niektórych plemion (Lanjia-sora) we wschodnich Indiach stanowi obiekt kultu, jest ofiarowana bóstwom podczas święta Maghe Parab, a nie spożywana. W innych plemionach nie ma ograniczeń co do konsumpcji. Podawana bywa rozcieńczona karmiącym matkom, aby wspomóc laktację.